# Aponogeton viridis
Aponogeton viridis là một loài thực vật có hoa trong họ Aponogetonaceae. Loài này được Jum. mô tả khoa học đầu tiên năm 1920.